# Xantomatosi cerebrotendinea
La  xantomatosi cerebrotendinea è un disturbo autosomico recessivo che presenta alcune manifestazioni 
caratteristiche fra cui xantomi tendinei.

## Storia
Venne scoperta per la prima volta nel 1937 da Ludo Van Bogaert che in seguito pubblicherà i suoi studi, 30 anni di lavoro su tale patologia.

## Epidemiologia
Colpisce prevalentemente nell'ultimo periodo dell'adolescenza.

## Sintomatologia
Fra i sintomi e i segni clinici ritroviamo cataratta, atassia cerebellare e altri deficit neurologici.

## Eziologia
La causa è genetica (Il gene responsabile è il CYP27A1 la sua mutazione comporta un deficit dell'enzima mitocondriale sterolo 27-idrossilasi. (CYP27) ): si viene a creare un accumulo tissutale di elementi intermedi degli acidi biliari

## Terapia
Il trattamento prevede l'utilizzo di acido chenodesossicolico, con cui si prevengono il manifestarsi dei sintomi e si regola il colesterolo, abbassandone i livelli.

## Prognosi
Varia a seconda se il trattamento avvenga all'inizio dei sintomi o meno, migliorando notevolmente nel primo caso.